# Podzisieniki
Podzisieniki (biał. Падзісеннікі; ros. Подисенники) – wieś na Białorusi, w obwodzie witebskim, w rejonie brasławskim, w sielsowiecie Widze.
W Skorowidzu z 1924 i 1933 występuje pod nazwą Podzisienniki.

## Historia
W czasach zaborów w granicach Imperium Rosyjskiego.
W 1864 wieś zamieszkiwało 28 osób. Wieś należała do dóbr Hołowsk hr Platerów.
W dwudziestoleciu międzywojennym wieś leżała w Polsce, w województwie nowogródzkim (od 1926 w województwie wileńskim), w powiecie dziśnieńskim (od 1926 w powiecie brasławskim), w gminie Bohiń a następnie w gminie Opsa.
Według Powszechnego Spisu Ludności z 1921 roku wieś zamieszkiwało 121 osób, 113 było wyznania prawosławnego a 8 mojżeszowego. Jednocześnie wszyscy mieszkańcy zadeklarowali białoruską przynależność narodową. Były tu 23 budynki mieszkalne. W 1931 w 20 domach zamieszkiwało 111 osób.
Wierni należeli do parafii rzymskokatolickiej w Wasiewiczach i prawosławnej w Kozianach. Miejscowość podlegała pod Sąd Grodzki w Opsie i Okręgowy w Wilnie; właściwy urząd pocztowy mieścił się w Kozianach.